# Craig Bachurzewski
Craig Greer Bachurzewski (ur. 20 maja 1992 r. w Rutherglen) – szkocki rugbysta polskiego pochodzenia występujący na pozycji filara. Reprezentant Polski, multimedalista polskiej Ekstraligi.

## Młodość
Wychowywał się w Ochiltree w Ayrshire, gry w rugby uczył się w szkole i lokalnym klubie Cumnock R.F.C. Uczęszczał do szkoły Auchinleck Academy w Auchinleck
Powoływany był do młodzieżowych drużyn Glasgow Warriors (U-16, U-17, U-18). W 2009 roku uczestniczył w Struan Performance Camp – organizowanym przez Scottish Rugby Union obozie dla perspektywicznej młodzieży

## Kariera klubowa
Sezon 2009/2010 Bachurzewski spędził w macierzystym klubie Cumnock. Następnie trafił do Dumfries R.F.C. Wówczas jego karierę zahamowała poważna kontuzja kolana.
W 2011 roku wracający po kontuzji Bachurzewski, który uprawniony był do gry w reprezentacji Polski, został zakontraktowany przez Arkę Gdynia – polski klub zmagał się wówczas z dużymi kłopotami kadrowymi, szczególnie w formacji młyna. Bachurzewski debiutował w sierpniowym meczu z AZS-em AWF-em Warszawa. W barwach Arki rozegrał dwa pełne sezony (26 meczów ligowych) uwieńczone brązowym i srebrnym medalem mistrzostw Polski oraz porażką w finale Pucharu Polski w 2013 roku. W międzyczasie, podczas wielkanocnej przerwy w polskich rozgrywkach w 2012 roku wystąpił w ostatnim meczu sezonu Cumnock.
W 2013 roku razem z Mateuszem Bartoszkiem zasilił drużynę Glasgow Hawks występującą w szkockiej ekstraklasie, choć jednocześnie w pojedynczych spotkaniach nadal pojawiał się w składzie gdyńskiej Arki jeszcze w sezonach 2013/2014 i 2014/2015, w tym w wygranym z Budowlanymi Łódź finale mistrzostw Polski w 2015 roku. Podczas pierwszej połowy 2014 roku przebywał w Australii, gdzie grał dla miejscowego klubu Wanneroo R.U.C. z Perth. Po powrocie do Europy sezon 2014/2015 spędził w Biggar R.F.C.
Latem 2015 uczestniczył w przedsezonowych przygotowaniach zawodowej drużyny Edinburgh Rugby. Wobec nieobecności zawodników powołanych do kadr narodowych przed zbliżającym się Pucharem Świata Bachurzewski znalazł się w składzie drużyny z Edynburga na sparing z Ulsterem, a jego postawa podczas obozu zaowocowała podpisaniem krótkoterminowego zawodowego kontraktu. Równolegle jesienią 2015 roku grał dla Boroughmuir R.F.C. w Scottish Premiership.
Począwszy od 2016 występował w rozgrywkach uniwersyteckich, reprezentując angielski Hartpury College. Na przełomie 2016 i 2017 roku doznał poważnej kontuzji kolana, która wymusiła na nim przerwę w grze trwającą około roku. W tym czasie pełnił funkcję pierwszego trenera formacji młyna w lokalnym klubie Coney Hill z Gloucestershire. Do gry powrócił na początku 2018 roku, notując występy w prowadzonej przez siebie drużynie. W 2017 roku Coney Hill dotarło do finału regionalnego pucharu RFU Combination Cup, w 2018 wygrywając swoje rozgrywki ligowe Western Counties North (7. poziom rozgrywkowy w Anglii). Wiosną 2018 roku filar został zgłoszony do rozgrywek polskiej Ekstraligi przez Ogniwo Sopot, do którego trafił wraz z Dwayne’em Burrowsem – swoim podopiecznym z Coney Hill. W sezonie 2018 wystąpił jednak w zaledwie jednym meczu drużyny z Sopotu.
W połowie 2018 roku został zawodnikiem angielskiego klubu Alnwick R.F.C. W Northern Premier (5. poziom rozgrywkowy) zdobył trzy przyłożenia w 21 meczach. Z drużyną zdobył też regionalne trofeum Northumberland Senior Cup. Wiosną 2019 roku wystąpił w kilku meczach Ogniwa Sopot w polskiej lidze, w tym w wygranym finale z Budowlanymi Łódź. Następnie przeniósł się do szkockiej Premiership i klubu Hawick R.F.C., gdzie grał razem z kolegą z reprezentacji – Adamem Piotrowskim. W ciągu roku zdobył dla swojej drużyny sześć przyłożeń, dzięki czemu portal internetowy theoffsideline.com umieścił go też jako rezerwowego prawego filara w drużynie sezonu 2019/2020.
Po przerwie spowodowanej przez pandemię COVID-19 sezon 2021/2022 spędził w Biggar R.F.C. na poziomie szkockiej ligi National 1. Wspomógł też Ogniwo w finale polskiej Ekstraligi, w którym sopocianie przegrali 16:17 z Orkanem Sochaczew. W sezonie 2022/2023 ponownie był zawodnikiem Alnwick, w którego barwach pomiędzy listopadem a styczniem rozegrał pięć spotkań. W kwietniu 2023 roku znalazł się w składzie Southern Knights, półprofesjonalnej drużyny z Melrose rywalizującej w nowej najwyższej szkockiej klasie rozgrywkowej, Super Series.

## Kariera reprezentacyjna

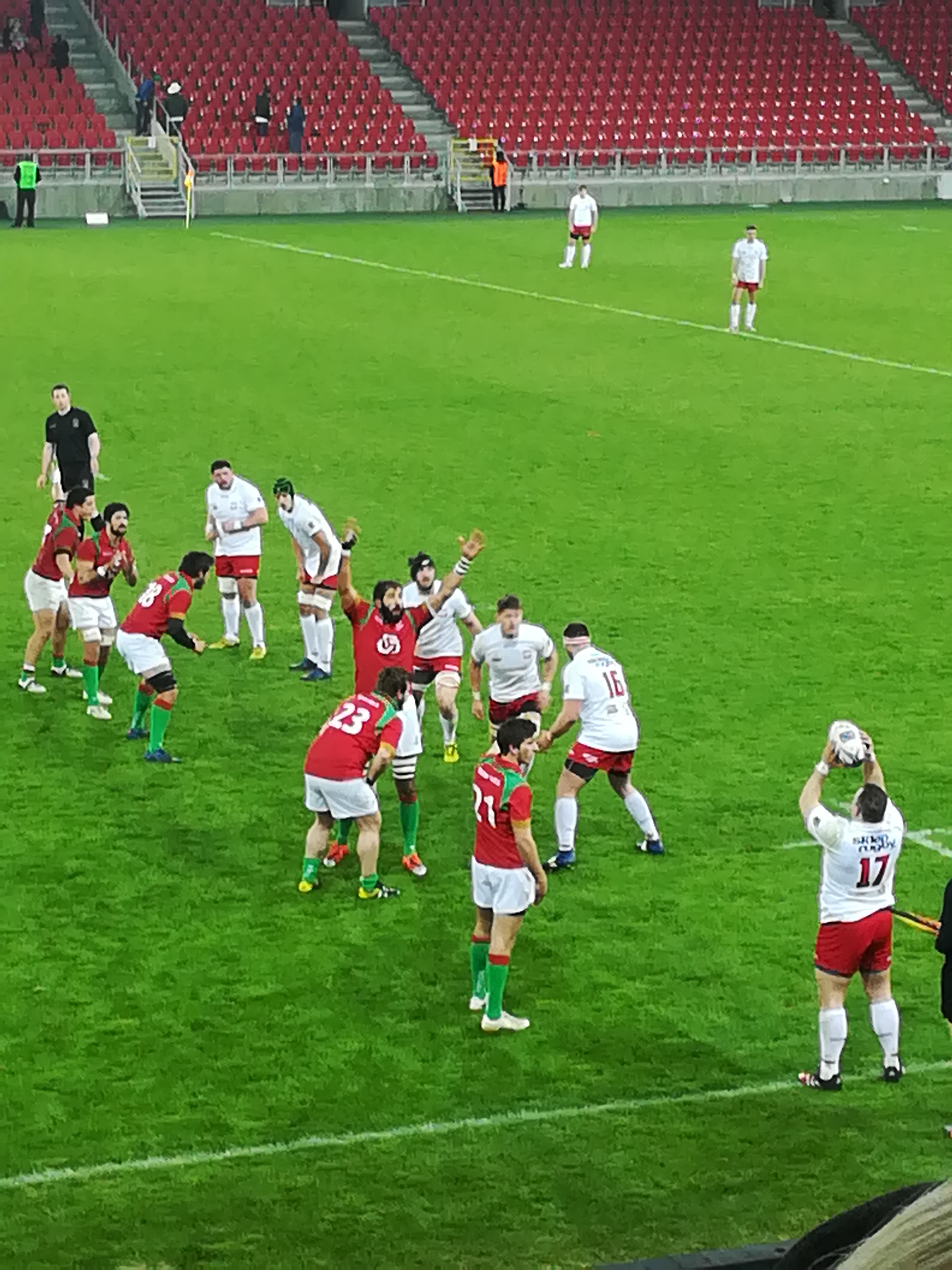
Bachurzewski jako ostatni w formacji autowej reprezentant Polski (białe koszulki, mecz Polska – Portugalia, 2018)

Bachurzewski uprawniony był do gry w reprezentacji Polski z uwagi na obywatelstwo swojego dziadka.
Niedługo po debiucie w polskiej lidze trafił do reprezentacji do lat 20. Z zespołem tym zwyciężył w organizowanych przez FIRA-AER zmaganiach o mistrzostwo Europy tej organizacji (wygrana z rówieśnikami z Mołdawii). W kadrze występował m.in. wraz z Aleksandrem Nowickim, Radosławem Rakowskim czy Piotrem Zeszutkiem – późniejszymi wielokrotnymi reprezentantami Polski seniorów. Drużyna ta, ponownie z Bachurzewskim w składzie, rok później w Czechach obroniła tytuł, pokonując w finale gospodarzy.
W pierwszej reprezentacji debiutował kilka miesięcy później, w kwietniu 2013 roku przeciw Mołdawii w ramach Puchar Narodów Europy. Swoje pierwsze przyłożenie w drużynie narodowej zdobył jeszcze w tym samym roku przeciw Sri Lance.
Po przerwie spowodowanej kontuzją kolana do reprezentacji powrócił niemalże natychmiast po zakończeniu rekonwalescencji, w marcu 2018 roku podczas meczu z Portugalią.
W 2023 brał udział w spotkaniu z Belgią, w którym Polacy wywalczyli swoje pierwsze zwycięstwo po reorganizacji rozgrywek i awansie do Rugby Europe Championship.

### Statystyki
Stan na 17 lutego 2024 r. Wynik reprezentacji Polski podany w pierwszej kolejności.
| Drużyna narodowa | Rok  | Mecze | Punkty |
| ---------------- | ---- | ----- | ------ |
| Polska           | 2013 | 6     | 5      |
| Polska           | 2014 | 2     | 0      |
| Polska           | 2015 | 2     | 0      |
| Polska           | 2016 | —     | —      |
| Polska           | 2017 | —     | —      |
| Polska           | 2018 | 1     | 0      |
| Polska           | 2019 | 3     | 0      |
| Polska           | 2020 | —     | —      |
| Polska           | 2021 | —     | —      |
| Polska           | 2022 | 3     | 0      |
| Polska           | 2023 | 2     | 0      |
| Polska           | 2024 | 3     | 0      |
| Suma             | Suma | 22    | 5      |

| Występy w reprezentacji Polski | Występy w reprezentacji Polski | Występy w reprezentacji Polski           | Występy w reprezentacji Polski | Występy w reprezentacji Polski | Występy w reprezentacji Polski |
| Lp.                            | Data                           | Stadion, miasto                          | Przeciwnik                     | Wynik                          | Zdobyte punkty                 |
| ------------------------------ | ------------------------------ | ---------------------------------------- | ------------------------------ | ------------------------------ | ------------------------------ |
| 1.                             | 13.04.2013                     | Stadion Dinamo, Kiszyniów                | Mołdawia                       | 20:24                          | 0                              |
| 2.                             | 7.09.2013                      | Stadion Polonii, Warszawa                | Szwecja                        | 30:9                           | 0                              |
| 3.                             | 12.10.2013                     | Stadion Polonii, Warszawa                | Czechy                         | 30:10                          | 0                              |
| 4.                             | 29.10.2013                     | Colombo Racecourse Ground, Kolombo       | Madagaskar                     | 21:25                          | 0                              |
| 5.                             | 1.11.2013                      | Colombo Racecourse Ground, Kolombo       | Sri Lanka                      | 25:26                          | 5 (P)                          |
| 6.                             | 9.11.2013                      | Sportforum Hohenschönhausen, Berlin      | Niemcy                         | 13:43                          | 0                              |
| 7.                             | 5.04.2014                      | Stadion ROSRRiT, Siedlce                 | Mołdawia                       | 12:21                          | 0                              |
| 8.                             | 18.10.2014                     | Stadion Polonii, Warszawa                | Holandia                       | 9:8                            | 0                              |
| 9.                             | 18.04.2015                     | Stadion Króla Baudouina I (A2), Bruksela | Belgia                         | 23:53                          | 0                              |
| 10.                            | 9.05.2015                      | Arena Lublin, Lublin                     | Ukraina                        | 17:20                          | 0                              |
| 11.                            | 24.03.2018                     | Stadion Widzewa, Łódź                    | Portugalia                     | 25:27                          | 0                              |
| 12.                            | 23.03.2019                     | Stadion Miejski, Łódź                    | Szwajcaria                     | 25:28                          | 0                              |
| 13.                            | 2.11.2019                      | Stadion Miejski, Łódź                    | Niemcy                         | 15:35                          | 0                              |
| 14.                            | 23.11.2019                     | Yverdon-les-Bains                        | Szwajcaria                     | 23:20                          | 0                              |
| 15.                            | 19.02.2022                     | Stadion Markéta, Praga                   | Czechy                         | 27:10                          | 0                              |
| 16.                            | 19.03.2022                     | Nelson Mandela Stadium, Bruksela         | Belgia                         | 11:41                          | 0                              |
| 17.                            | 9.04.2022                      | Stadion Widzewa, Łódź                    | Litwa                          | 43:10                          | 0                              |
| 18.                            | 18.02.2023                     | Narodowy Stadion Rugby, Gdynia           | Belgia                         | 21:15                          | 0                              |
| 19.                            | 5.03.2023                      | Narodowy Stadion Rugby, Gdynia           | Niemcy                         | 18:23                          | 0                              |
| 20.                            | 4.02.2024                      | Narodowy Stadion Rugby, Gdynia           | Rumunia                        | 8:20                           | 0                              |
| 21.                            | 10.02.2024                     | Estádio Nacional, Oeiras                 | Portugalia                     | 7:54                           | 0                              |
| 22.                            | 17.02.2024                     | Stade du Pachy, Waterloo                 | Belgia                         | 10:31                          | 0                              |

## Wyróżnienia
- Husarze Rugby
  - 2013: miejsce w drużynie roku[76]
  - 2014: miejsce w drużynie roku[24]

## Życie osobiste
Rodzina zawodnika ze strony jego ojca wywodzi się z Polski, z Białowieży. Po deportacji do ZSRR w czasie II wojny światowej jego dziadek wstąpił do Armii Andersa, w której walczył jako spadochroniarz. W Polskich Siłach Zbrojnych dosłużył się wysokiego stopnia oficerskiego. Po zakończeniu działań wojennych osiadł w Szkocji.